# Chrioloba perpusilla
Chrioloba perpusilla là một loài bướm đêm trong họ Geometridae.